# Leif Solberg
Leif Solberg (* 8. November 1914 in Lena, Østre Toten; † 25. Januar 2016 in Lillehammer) war ein norwegischer Organist und Komponist.

## Leben
Leif Solberg wurde 1914 am Lena in Østre Toten geboren und wuchs dort auf. Er studierte von 1933 bis 1938 bei Arild Sandvold am Konservatorium in Oslo (Musikkonservatoriet i Oslo). 1938 debütierte er als Organist an der Fagerborg kirke. Nach weiteren Ausbildungen (Orgel bei Finn Viderø; Dirigat bei Jørgen Jersild) hatte er Stipendien an der Westminster Abbey in London sowie bei Heinz Biehn und Egon Kornauth im Mozarteum in Salzburg. Bei Anton Heilles in Haarlem erlernte er die Improvisation und bei Per Steenberg den Kontrapunkt.
Er war Organist (1938–1982) und Musiklehrer (1949–1984) in Lillehammer. Zudem war er Dirigent zahlreicher Chöre und gab eine Vielzahl von Konzerten im In- und Ausland. Er hat zahlreiche Werke komponiert. Bekannt wurde er mit seinem Werk «Se solens skjønne lys og prakt», das ein norwegisches Volkslied wurde. Er war Mitglied der norwegischen Gesellschaft für Komponisten (Norsk Komponistforening).
Solberg wurde mit dem Königlichen Verdienstmedaille in Gold (Kongens fortjenstmedalje i gull) ausgezeichnet. Eine Bronzebüste des Künstlers steht am Haupteingang der Kirche in Lillehammer. Er war seit 1949 Freimaurer im Norwegischen Freimaurerorden und erreichte den X. Grad dieses Systems.

## Orgelwerke (Auswahl)
- Preludium og fuge i c moll, 1933
- Variasjoner over folketonen “Eg veit i himmerik ei borg”, 1933
- Fantasi og fuge over folketonen “Se solens skjønne lys og prakt”, 1936
- Koralfantasi over “Av dypest nød jeg rope må”, 1937
- Preludium, passacaglia og fuge over folketonen “Gå varsomt min sjel”, 1940
- Variasjoner over “Mitt hjerte alltid vanker”, 1945
- Ciaconna i g moll, 1953

## Weitere Werke (Auswahl)
- Maihaugkantate (Text: Tore Ørjasæter), 1941/42
- Langfredagsmeditasjon (Text: Sigurd Nesse), 1948
- Strykekvartett, 1945
- Sonate for fiolin og klaver, 1948
- Symfoni i g moll, 1951/52

## Klangeinstellungen
- Gå varsomt min sjel (Organist: H. Schiager), 1996